# H·德格雷
哈里·德·格雷（Harry De Gray ，1866年—1952年）是1911年至1913年期間的上海公共租界工部局總董。

## 生平
1866年10月31日，格雷出生于新泽西州帕特森。 
1900年，德雷移居上海市，並且出任一家中国以及日本贸易公司经理。 
1902年起成為上海公共租界工部局董事。 1911年當選上海公共租界工部局總董。1913年返回美国。 他继续担任中国、日本和南美贸易公司的总裁，并時不時出訪亚洲。 
德格雷的妻子是伊丽莎白，她于1934年1月4日在新泽西去世。 
1952年，德格雷去世，他的墓地位於新泽西州帕特森的雪松草坪公墓（Cedar Lawn Cemetery）。 